# Wolfgang Hedler
Wolfgang Hedler (* 7. November 1899 in Magdeburg; † 26. Februar 1986 in Stuttgart) war ein deutscher Politiker verschiedener rechtsgerichteter Parteien (unter anderem DP, DRP, WAV).

## Leben
Hedler gehörte während der Weimarer Republik zuerst dem Stahlhelm an, zum 1. Januar 1932 trat er der NSDAP bei (Mitgliedsnummer 856.232). Beruflich war er zunächst als leitender Angestellter einer Bank tätig. Ab 1939 nahm er als Soldat am Zweiten Weltkrieg teil. Er wurde schwer verwundet und geriet in sowjetische Kriegsgefangenschaft, aus der er 1945 frei kam.
Ab 1947 war er als Angestellter eines kirchlichen Hilfswerkes in Rendsburg tätig. 1949 wurde er für die Deutsche Partei in den Bundestag gewählt. Am 19. Januar 1950 wurde er wegen pronazistischer und antisemitischer Äußerungen aus Fraktion und Partei ausgeschlossen.
Bekanntheit erlangte Hedler durch einen Vortrag in der Gaststätte „Deutsches Haus“ in Einfeld (heute zu Neumünster) am 26. November 1949, in dem er die Mitglieder des deutschen Widerstands als „Vaterlandsverräter“ beschimpfte und die deutsche Kriegsschuld bestritt. Dabei sagte er: „Ob das Mittel, die Juden zu vergasen, das gegebene gewesen ist, darüber kann man geteilter Meinung sein. Vielleicht hätte es andere Wege gegeben, sich ihrer zu entledigen.“ Daraufhin wurde ein Strafverfahren gegen Hedler angestrengt; am 31. Januar 1950 begann am Landgericht Kiel der Prozess gegen ihn wegen Verleumdung und Verunglimpfung. Die Richter, selbst ehemalige NSDAP-Mitglieder, sprachen Hedler am 15. Februar 1950 frei, was zu einer Welle der Empörung führte. Im Berufungsverfahren wurde Hedler am 20. Juli 1951 wegen „öffentlicher Beleidigung in Tateinheit mit öffentlicher Verunglimpfung des Andenkens Verstorbener und mit öffentlicher übler Nachrede“ zu neun Monaten Haft verurteilt. Er legte zwar Revision beim Bundesgerichtshof ein, scheiterte damit jedoch im Mai 1952. Hedler musste nach seiner Verhaftung am 7. Oktober 1952 sechs Monate seiner Strafe absitzen.
Bei der Bundestagssitzung am 10. März 1950 schloss ihn Bundestagspräsident Erich Köhler sogleich nach seinem Erscheinen von der Teilnahme am Rest der Sitzung aus. Er zog sich in den Bundestagsruheraum zurück, wo ihn SPD-Abgeordnete unter Führung von Herbert Wehner und Rudolf-Ernst Heiland aufsuchten und mit der Begründung, er dürfe sich in den Räumen des Bundestags nicht mehr aufhalten, unter Einsatz körperlicher Gewalt aus dem Raum verwiesen. Auf dem Rückzug vor ihnen stürzte er durch eine geschlossene Glastür und eine Treppe hinab und erlitt dabei leichte Verletzungen. Wehner und Heiland wurden daraufhin für mehrere Tage von den Sitzungen des Bundestages ausgeschlossen und, nachdem Hedler einen Zivilprozess gegen sie betrieben hatte, zur Zahlung von Schmerzensgeld verurteilt.
Er schloss sich der Deutschen Reichspartei an, aus der er im September 1950 wieder ausschied. Im Januar 1952 gründete er mit Günter Goetzendorff die kurzlebige Nationale Reichspartei. Anfang März 1952 verhandelte er mit der Führung der FDP-Bundestagsfraktion um August-Martin Euler ergebnislos darüber, dieser als Hospitant beizutreten. Am 25. März 1953 beteiligte er sich an der Wiedergründung der WAV-Gruppe im Bundestag, kandidierte jedoch bei der Bundestagswahl im Bundestagswahlkreis Esslingen erfolglos für den Dachverband der Nationalen Sammlung (DNS) und schied aus dem Parlament aus.